# 五常
五常（ごじょう）または五徳（ごとく）は、儒教で説く5つの徳目。仁・義・礼・智・信を指す。三綱（さんこう、君臣・父子・夫婦間の恭順）とあわせて「三綱五常」（zh:三纲五常）と表現することも多い。

## 概要
儒教では、五常（仁、義、礼、智、信）の徳性を拡充することにより、父子、君臣、夫婦、長幼、朋友の五倫の道をまっとうすることを説いている。
仁（じん）
人を思いやること。孔子は、仁をもって最高の道徳であるとしており、日常生活から遠いものではないが、一方では容易に到達できぬものとした。
『論語』では、さまざまな説明がなされている。ある場合は「人を愛すること」と説明し、顔回の質問に対しては、「克己復礼」すなわち「己に克ちて礼を復むを仁と為す（私心を克服して礼を重んじること。それが仁である）と答えている。前者は外部に対する行為を指し、後者すなわち顔回に対する答えは自身の内なる修養のあり方を指している。具体的な心構えとしては、「己れの欲せざるところ、これを人に施すなかれ」（『論語』顔淵篇、黄金律）がよく知られている。すなわち、「仁」とは、思いやりの心で万人を愛し、利己的な欲望を抑えて礼儀をとりおこなうことである。
義（ぎ）
利欲にとらわれず、なすべきことをすること。正義。中国思想においては、常に「利」と対比される概念である。
礼（れい）
「仁」を具体的な行動として表したもの。もともとは宗教儀礼でのタブーや伝統的な習慣・制度を意味していた。のちに上下関係で守るべきことを意味するようになった。儒者のなかでも、性悪説の立場に立った荀子は特に「礼」を重視した。
智（ち）
道理をよく知り得ている人。知識豊富な人。
信（しん）
友情に厚く、言明をたがえないこと、真実を告げること、約束を守ること、誠実であること。孟子の四端説における「仁義礼智」の四徳に対し、前漢の董仲舒は五行説にもとづいて「信」を加えた。

## 補説
- 中華人民共和国黒竜江省ハルビン市にある県級市の五常市は、儒教の徳目「五常」に由来する。
- 五常に忠・孝・悌を足したいわゆる八徳は、滝沢馬琴作の『南総里見八犬伝』にて、主要な登場人物、八犬士のモチーフとなる。彼等はそれぞれ数珠の玉（仁義八行の玉）を持ち、里見家の元に集う。
- 1988年に放送されたテレビアニメ鎧伝サムライトルーパーでは5つの鎧とその装着者に五常が一つずつ込められており、それぞれ烈火（真田遼：仁）、金剛（秀麗黄～シュウ・レイファン：義）、光輪（伊達征士：礼）、天空（羽柴当麻：智）、水滸（毛利伸：信）となっている。